# Sultanato di Harar
Il Sultanato di Harar fu un regno antico centrato ad Harar, in Etiopia. Succeduto al Sultanato di Adal, questo sultanato fu fondato dall'Amīr Nūr per portare avanti la lotta dell'Imām Aḥmed Gurēy di Adal contro l'Impero d'Etiopia. Fu però colpito dalle lotte intestine dinastiche tra i parenti di Imām Aḥmed Gurēy e la famiglia di ʿIsmān AlḤabashi, successore scelto di Amīr Nūr. Date le invasioni del popolo vicino degli Oromo da sud, il sultanato di Harar si rivelò di breve durata, durando solo 18 anni (ma tale durata si allunga a 51 anni se si conta il regno dell'Imām Aḥmed Gurēy). La capitale fu spostata ad est delle oasi di Awsa dall'Imām Maḥamed "Jāsa" Ibrahim, che fondò l'Imamato di Aussa.

## Sovrani del Sultanato
|   | Nome                       | Regno       | Note |
| - | -------------------------- | ----------- | --- |
|   | Imām Aḥmed "Gurēy" Ibrahīm | 1526 - 1543 | Noto anche come Ahmed Gurey o Ahmed Gran il Conquistatore, cugino di Garād Abūn ʿAdādshe di Hubat, entrambi di Karanle Hawiye. Fu sovrano di Adal in tutto tranne che nel nome e lanciò una conquista negli altopiani etiopi. Seppur non fosse tecnicamente sultano di Harar, il suo nome completa tale lista. |
|   | Bāti Dēlōmbira Maḥfūẓ      | 1543 - 1559 | Ufficialmente nominata Del-Wambara, era da figlia dell'Imām Maḥfūẓ di Zeila e della vedova dell'Imām Aḥmed Gurēy. Fu sovrana de facto dopo la sua morte, e sposò Amīr Nūr. |
| 1 | Amīr Nūr "Dhuhi-Suha" ʿAli | 1559 - 1567 | Emiro di Harar, vero fondatore del sultanato. Costruì le mura che circondano Harar e convinse il popolo della città ad abbandonare le loro identità tribali per diventare un unico popolo. |
| 2 | Amīr ʿIsmān "AlḤabashi"    | 1567 - 1569 | Ex-schiavo abissino di Amīr Nūr, fu assassinato poco dopo essere diventato sultano, scatenando una lotta tra i suoi figli e i discendenti Garād Abūn ʿAdādshe su chi sarebbe diventato sovrano di Harar. |
| 3 | Sultano Ṭalḥa ʿAbbās       | 1569 - 1571 | Figlio di Wazir ʿAbbās Abūn e nipot e di Garād Abūn ʿAdādshe |
| 4 | Sultano Nāssir ʿIsmān      | 1571 - 1572 | Figlio di Amir ʿIsmān AlḤabashi |
| 5 | Sultano Maḥamed Nāssir     | 1572 - 1573 | Figlio del Sultano Nāssir ʿIsmān |
| 6 | Sultano Mansūr Maḥamed     | 1573 - 1577 | Figlio del Sultano Maḥamed Nāssir |